# ネル・グウィン

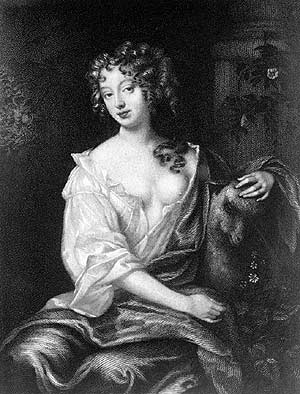
ピーター・レリーが原画を描き、トーマス・ライトが版画にした肖像画

ネル・グウィン（Nell Gwyn, 1650年2月2日 - 1687年11月14日）は、イングランド王チャールズ2世の寵姫（ミストレス）。

## 生涯

### 生い立ち
ネル・グウィンは1650年、ヘレフォードの貧民街で生まれた。父のトマス・グウィンは王党派の大尉だったが、1660年の王政復古を待たぬまま、投獄中にオックスフォードで獄死した。ネルの母エレノアは下層階級の出身だった。ネルは母と姉ローズとの3人暮らしになり、エレノアはエール（ビール）を売って生計を立て、ネルは11歳からオレンジ売りをするようになった。やがてネルは女優を志すようになり、彼女を見込んだウィリアム・シェイクスピアの甥の息子チャールズ・ハート（Charles Hart、1625年 - 1683年）(英語版) と、劇作家ジョン・レイシー（John Lacy、1615年 - 1681年）(英語版) から、ダンスの手ほどきと舞台女優の訓練を受けた。
ネルは1665年に、15歳でジョン・ドライデンの劇『インドの皇帝』（The Indian Emperour）の舞台に立った。これが彼女の初舞台だった。このデビューは大成功をおさめ、ネルはキングハウス劇場の劇団に入った。ネルはコメディ女優として、たちまち人気女優となった:67 。ネルはハートの恋人となっていたが、1667年の夏に、ハートの金銭的な事情により別れ、その後バックハースト卿チャールズ・サックヴィル（Charles Sackville、1638年 - 1706年）(英語版) の恋人になった。しかしサックヴィルとも間もなく別れた。

### 王との出会い、寵姫たちの争い
1668年、ネルがデュークハウスで上演されていた、ジョージ・エサリッジ（George Etherege、1636年 - 1692年）(英語版) の『できるなら彼女はそうしただろう』（She Wou'd if She Cou'd）を観ていた時、同じく舞台を観に来ていたチャールズ2世と出会い、それからネルは国王の寵姫になった。彼女は王のことを、「私のチャールズ3世」と呼んだ。前述のチャールズ・ハートとチャールズ・サックヴィルという過去の恋人に続いて三人目の「チャールズ」だということで、そう呼んだのである。それでも王は、彼女のユーモアのセンスと気取りのなさを気に入り、その呼び名を許した。ネルは1670年の5月8日に息子チャールズを生んだ。
しかし、1671年にネルに強力なライバルが出現した。フランス貴族の娘ルイーズ・ケルアイユ（Louise Renée de Penancoët de Kérouaille、1649年 - 1734年）だった。ルイーズはルイ14世から、チャールズ2世をカトリックにするべく密命を帯びて、1671年にイングランドの宮廷に送り込まれた。チャールズ2世は、淑やかで美しいルイーズに夢中になった。ネルは取り澄ましてもったいぶったルイーズの事を、皮肉のきいた機知でよくからかった。ネルはそのうちにルイーズを「しだれやなぎ」（Weeping Willow）や「やぶにらみ美人」（Squintabella）と呼ぶようになった。この「しだれやなぎ」というのは王が美女の涙に弱く、またルイーズがそれを知っていた事を、「やぶにらみ美人」というのはルイーズが少し近視で、やぶにらみのようになる事を例えて言ったものだった。ネルは、その明るさとユーモアと機知で王を楽しませ、よく笑わせていた。ルイーズやオルタンス・マンチーニ （Hortense Mancini、1646年 - 1699年）などの他の寵姫達とは違い、ネルは田舎が好きで、よくチャールズ2世や息子と共に田舎で過ごした。また、ネルは友情に厚く、かつての劇場仲間を忘れず、彼らが困っている時は援助を惜しまなかった。

### タイタス・オーツを巡る騒動
1673年にホイッグ党の陰謀者タイタス・オーツが、カトリック教徒がプロテスタントを虐殺してロンドンに火を放ち、チャールズ2世を暗殺して弟のヨーク公ジェームズを王位につけるつもりだと公言した。ロンドンは大混乱に陥り、海軍省書記官のサミュエル・ピープスまでが、秘書と共に無差別のカトリック一斉検挙で投獄されてしまった。ピープスは、ネルの舞台を観てファンになり、その後に友人になっていた。ネルはチャールズ2世にピープスの無実を訴え、彼を暗殺犯のリストから取り除いてくれるように頼んでもいる。
タイタス・オーツの陰謀により、カトリックへの急進的な反発が渦巻いていた頃、ネルの乗った馬車がオックスフォードで群集に取り囲まれるという事件が起きた。彼らはネルの馬車に王家の紋章が付いていたため、ルイーズ・ケルアイユの馬車だと思ったのであった。ネルは窓から顔を出すと「皆さん、乱暴しないで。私はプロテスタントの娼婦よ！」と叫んだ。群衆は、「ネルが一緒なら仕方ないや。」と殺気だった雰囲気が薄れ、すぐに「ネル！ネル！」の大合唱が起こり、馬車を通したという。

### 子供たちのために
ネルは、バーバラ・ヴィリアーズやルイーズ・ケルアイユに比べれば、物欲や地位に対するこだわりが少なかったが、全くこだわっていないわけではなかった。1676年のある日、長男チャールズ（Charles Beauclerk、1670年 - 1726年）を「おいで、私生児ちゃん！」と呼んだ。それを聞いたチャールズ2世は驚き、この年の12月にチャールズをバーフォード伯爵（Earl of Burford）(英語版) 及びヘディングタン男爵（Baron of Heddington）に、1671年12月25日に生まれた次男ジェームズ（James Beauclerk、1671年 - 1680年）をボークラーク卿（Lord Beauclerc）に叙した。ネルは伯爵の母という事で「レディ」の称号を与えられた。
彼女は1675年には、ロンドン、ニューマーケット、ウィンザーに邸宅を持っていた。収入は他の国王の寵姫の基準からすると低かったものの、十分多額の収入を得ていた。しかしネルは、自分が平民の女優出身であるため、他の寵姫たちと違って自分や息子たちに何の称号もない事を気に病んでいたのだった。特に子供たちに関しては、称号を得ればさまざまな保護や厚遇が与えられ、財政的にも潤うため、ネルにとって切実な問題だった。1679年、チャールズ2世はネルのためにウィンザーに家を与えた。バーフォード・ハウスはウィンザー宮殿（Home Park, Windsor）(英語版) の敷地内に建てられた。
1680年に、次男のジェームスが急死してしまった。ネルは、深く悲しんだ。さらに翌月には、ネルの友人ロチェスター伯爵ジョン・ウィルモットも死去した。その後、ネルは悲しみからなんとか立ち直り、バーフォード・ハウスを大きくするのに忙しい日々を送った。ネルは王を喜ばせるために、王立協会の特別会員を招待して滞在させ、ピープスも招待した。また、大勢の役者や女優をウィンザー宮殿に呼び、王のために朗読をさせた。チャールズ2世は1人で読書するよりこちらの方が好きだった。

### 「我らのネリーのために」
1681年のクリスマスに、ネルはクリストファー・レンによるチェルシーのロイヤル・ホスピタルの設計書を見せられた。これは老兵達のためにチャールズ2世が作った診療所だった。ネルはチャールズ2世に、もっと病院を大きくするように勧め、チェルシーの自分の土地の一部を提供したと言われている。翌年の春には病院の礎石が据えられ、それから長い間、内戦の時の老兵やその後のオランダとの戦争で負傷した人々は、乾杯の度に立ち上がり「良き王チャールズと我らのネリーのために」と叫ぶのが常になっていた。
1684年の1月に、チャールズ2世はネルとの息子バーフォード伯爵チャールズ・ボークラークをセント・オールバンズ公に叙した。翌1685年2月6日、チャールズ2世は死去した。最後の言葉は「どうかかわいそうなネルを飢えさせないでくれ」（Let not poor Nelly starve）だった。チャールズ2世は死の直前に、ネルをグリニッジ伯爵夫人に叙する事を考えていたが、これは実現しなかった。ネルはチャールズ2世が死去してから元気を失い、劇場を時折訪れるだけになった。
ネルは1687年11月13日に死去した。死因はおそらく梅毒だったと思われる。ネルは家族、友人、使用人への遺贈を遺言していた。また、彼女はカトリックとプロテスタントの貧しい人々にも分け隔てなく金を寄付するよう、息子チャールズに遺言してもいた。ネルの葬儀には、ロンドン中からあらゆる階層の人々が集まった。ネルは、むやみに権力や富を求めようとせず、他の寵姫達とは違い、王に対しての貞節を守り、純粋に王の事を愛した。陽気だったネルは、上流社会、政治家、知識人、庶民など、幅広い人々から愛された女性だった。